# Krzysztof Wójcik (siatkarz)
Krzysztof Wójcik (ur. 20 października 1960 w Żaganiu) — były polski siatkarz, grający na pozycji przyjmującego, a pod koniec kariery jako libero.
Jego syn Sebastian również jest siatkarzem.
Grał przez wiele sezonów w ekstraklasie w barwach Stali Nysa, będąc, mimo skromnych jak na siatkarza warunków fizycznych, podstawowym zawodnikiem. Karierę kończył w sezonie 2005/2006 w barwach BKS-u Delecty-Chemika Bydgoszcz. W 2001 roku rozegrał 38 meczów w reprezentacji Polski, uczestniczył w Mistrzostwach Europy 2001.
Po zakończeniu kariery zawodniczej trener siatkówki mężczyzn. W sezonie 2007/2008 w II lidze był pierwszym trenerem Jokera Piła.

## Sukcesy klubowe
Mistrzostwo Polski:
- 2004
- 1994, 1995
- 1992, 2001, 2003

Puchar Polski:
- 1996

I liga:
- 2006
- 2005